# Lijst van voetbalinterlands Noord-Ierland - San Marino
Deze lijst van voetbalinterlands is een overzicht van alle officiële voetbalwedstrijden tussen de nationale teams van Noord-Ierland en San Marino. De landen speelden tot op heden zes keer tegen elkaar. De eerste ontmoeting, een kwalificatiewedstrijd voor het Wereldkampioenschap voetbal 2010, werd gespeeld in Belfast op 15 oktober 2008. Het laatste duel, een kwalificatiewedstrijd voor het Europees kampioenschap voetbal 2024, vond plaats op 14 oktober 2023 in de Noord-Ierse hoofdstad.

## Wedstrijden
| № | Plaats     | Datum            | Competitie           | Wedstrijd                  | Uitslag |
| - | ---------- | ---------------- | -------------------- | -------------------------- | ------- |
| 1 | Belfast    | 15 oktober 2008  | WK 2010 kwalificatie | Noord-Ierland – San Marino | 4 – 0   |
| 2 | Serravalle | 11 februari 2009 | WK 2010 kwalificatie | San Marino – Noord-Ierland | 0 – 3   |
| 3 | Belfast    | 8 oktober 2016   | WK 2018 kwalificatie | Noord-Ierland – San Marino | 4 – 0   |
| 4 | Serravalle | 1 september 2017 | WK 2018 kwalificatie | San Marino − Noord-Ierland | 0 − 3   |
| 5 | Serravalle | 23 maart 2023    | EK 2024 kwalificatie | San Marino − Noord-Ierland | 0 − 2   |
| 6 | Belfast    | 14 oktober 2023  | EK 2024 kwalificatie | Noord-Ierland − San Marino | 3 − 0   |

## Samenvatting
| Competitie      | Totaal gespeeld | Winst Noord-Ierland | Gelijk | Winst San Marino | Doelsaldo Noord-Ierland – San Marino |
| --------------- | --------------- | ------------------- | ------ | ---------------- | ------------------------------------ |
| WK-kwalificatie | 4               | 4                   | 0      | 0                | 14 − 0                               |
| EK-kwalificatie | 2               | 2                   | 0      | 0                | 5 − 0                                |
| Totaal          | 6               | 6                   | 0      | 0                | 19 − 0                               |

## Details

### Eerste ontmoeting
| WK 2010 kwalificatie (Belfast, Noord-Ierland, 15 oktober 2008):     |       |            |
| Noord-Ierland                                                       | 4 – 0 | San Marino |
| David Healy 31' Grant McCann 43' Kyle Lafferty 56' Steven Davis 75' | goals |            |

### Tweede ontmoeting
| WK 2010 kwalificatie (Serravalle, San Marino, 11 februari 2009): |       |                                                    |
| San Marino                                                       | 0 – 3 | Noord-Ierland                                      |
|                                                                  | goals | 7' Gareth McAuley 33' Grant McCann 63' Chris Brunt |

### Vierde ontmoeting
| WK 2018 kwalificatie (Serravalle, San Marino, 1 september 2017): |       |                                                             |
| San Marino                                                       | 0 – 3 | Noord-Ierland                                               |
|                                                                  | goals | 70' Josh Magennis 75' Josh Magennis 78' (pen.) Steven Davis |

IFA · A-internationals · Selecties · Bondscoaches · Noord-Iers vrouwenelftal · Brits olympisch elftal · N-Ierland U21 · N-Ierland U20 · N-Ierland U19 · N-Ierland U18 · N-Ierland U17 · N-Ierland U16
1882 – 1899 ·
1900 – 1919 ·
1920 – 1929 ·
1930 – 1939 ·
1940 – 1949 ·
1950 – 1959 ·
1960 – 1969 ·
1970 – 1979 ·
1980 – 1989 ·
1990 – 1999 ·
2000 – 2009 ·
2010 – 2019 ·
2020 – 2029
EK 2016
WK 1958 · 
WK 1982 · 
WK 1986
1921 · 
1922 · 
1923 · 
1924 · 
1925 · 
1926 · 
1927 · 
1928 · 
1929 · 
1930 · 
1931 · 
1932 · 
1933 · 
1934 · 
1935 · 
1936 · 
1937 · 
1938 · 
1939 · 
1940 · 1941 · 1942 · 1943 · 1944 · 1945 · 
1946 · 
1947 · 
1948 · 
1949 · 
1950 · 
1952 · 
1952 · 
1953 · 
1954 · 
1955 · 
1956 · 
1957 · 
1958 · 
1959 · 
1960 · 
1961 · 
1962 · 
1963 · 
1964 · 
1965 · 
1966 · 
1967 · 
1968 · 
1969 · 
1970 · 
1971 · 
1972 · 
1973 · 
1974 · 
1975 · 
1976 · 
1977 · 
1978 · 
1979 · 
1980 · 
1981 · 
1982 · 
1983 · 
1984 · 
1985 · 
1986 · 
1987 · 
1988 · 
1989 · 
1990 ·
1991 · 
1992 · 
1993 · 
1994 · 
1995 · 
1996 · 
1997 · 
1998 · 
1999 · 
2000 · 
2001 · 
2002 · 
2003 · 
2004 · 
2005 · 
2006 · 
2007 · 
2008 · 
2009 · 
2010 · 
2011 · 
2012 · 
2013 · 
2014 · 
2015 · 
2016 · 
2017 · 
2018 · 
2019 · 
2020 · 
2021 ·
2022 ·
2023 ·
2024
Albanië ·
Algerije ·
Andorra ·
Argentinië ·
Armenië ·
Australië ·
Azerbeidzjan ·
Barbados ·
België ·
Bosnië en Herzegovina ·
Brazilië ·
Bulgarije ·
Canada ·
Chili ·
Colombia ·
Costa Rica ·
Cyprus ·
Denemarken ·
Duitsland ·
Engeland ·
Estland ·
Faeröer ·
Finland ·
Frankrijk ·
Georgië · 
Griekenland ·
Honduras ·
Hongarije ·
Ierland ·
IJsland ·
Israël ·
Italië ·
Joegoslavië ·
Kazachstan ·
Kosovo ·
Kroatië ·
Letland ·
Liechtenstein ·
Litouwen ·
Luxemburg · 
Malta ·
Marokko ·
Mexico ·
Moldavië ·
Montenegro ·
Nederland ·
Nieuw-Zeeland ·
Noorwegen ·
Oekraïne ·
Oostenrijk ·
Panama ·
Polen ·
Portugal ·
Qatar ·
Roemenië ·
Rusland ·
Saint Kitts en Nevis ·
San Marino ·
Schotland ·
Servië ·
Servië en Montenegro ·
Slovenië ·
Slowakije ·
Sovjet-Unie ·
Spanje ·
Thailand ·
Trinidad en Tobago ·
Tsjechië ·
Tsjecho-Slowakije ·
Turkije ·
Uruguay ·
Verenigde Staten ·
Wales ·
Wit-Rusland · 
Zuid-Korea ·
Zweden ·
Zwitserland
Frankrijk (1982) · Oekraïne (2016) · Oostenrijk (1982) · Polen (2016)
FSGC · A-internationals · Bondscoaches · Statistieken · San Marino U21 · San Marino U19 · San Marino U18 · San Marino U17 · San Marino U16
1986 – 1989 · 1990 – 1999 · 2000 – 2009 · 2010 – 2019 · 2020 – 2029
2000 · 2001 · 2002 · 2003 · 2004 · 2005 · 2006 · 
Albanië · 
Andorra ·
Azerbeidzjan ·
België · 
Bosnië en Herzegovina · 
Bulgarije ·
Canada ·
Cyprus ·
Denemarken ·
Duitsland · 
Engeland · 
Estland · 
Faeröer · 
Finland · 
Gibraltar · 
Griekenland · 
Hongarije · 
Ierland · 
IJsland ·
Israël · 
Italië · 
Kaapverdië ·
Kazachstan ·
Kosovo ·
Kroatië · 
Letland · 
Libanon · 
Liechtenstein · 
Litouwen · 
Luxemburg ·
Malta ·
Moldavië ·
Montenegro ·
Nederland · 
Noord-Ierland · 
Noorwegen ·
Oekraïne ·
Oostenrijk · 
Polen · 
Roemenië · 
Rusland · 
Saint Kitts en Nevis ·
Saint Lucia ·
Schotland · 
Servië en Montenegro · 
Seychellen ·
Slovenië · 
Slowakije · 
Spanje · 
Syrië ·
Tsjechië · 
Turkije · 
Wales · 
Wit-Rusland · 
Zweden · 
Zwitserland
Nederland (2011)